# Ридерх ап Эугейн
Ридерх ап Эугейн (валл. Rhydderch ab Owain; 760—798) — король Алт Клуита (780—798).

## Биография
Ридерх — сын Эугейна ап Думнагуала, правителя Алт Клуита. Видимо Ридерх освободился из-под власти пиктов, но оказался окружён более могущественными соседями: Дал Риадой и Нортумбрией. В 798 году ему наследовал Кинан ап Ридерх.